# Chant XXIV du Paradis
Le Chant XXIV du Paradis est le vingt-quatrième chant du Paradis de la Divine Comédie du poète florentin Dante Alighieri. Il se déroule dans le Ciel des étoiles fixes, où résident les esprits triomphants ; nous sommes dans l'après-midi du 14 avril 1300 ou du 31 mars 1300.
Ce chant, ainsi que les deux suivants (XXV et XXVI), constituent une sorte d'« examen » de Dante sur les trois vertus théologales : après une prière initiale de Béatrice, Dante interroge respectivement saint Pierre sur la foi, saint Jacques le Majeur sur l'espérance et saint Jean sur la charité.

## Thèmes et contenus

### La Prière de Béatrice et la Réponse de saint Pierre: versets 1 à 45
Béatrice supplie les bienheureux, en tant que convives du banquet de Jésus-Christ, de satisfaire l'immense désir de nourriture de Dante, qui, par grâce divine, goûte, de son vivant, quelques miettes de leur table. Dans un joyeux assentiment, les âmes dansent sous forme de guirlandes, à des vitesses différentes comme les roues d'une horloge, selon le degré de leur félicité. De la couronne la plus rapide émerge le feu le plus resplendissant, qui chante la prière de Béatrice. La femme, à son tour, s'adresse à l'âme avec une périphrase dans laquelle on reconnaît clairement saint Pierre, et l'invite à interroger Dante sur divers points relatifs à cette foi au nom de laquelle l'apôtre a marché sur l'eau. Bien sûr, saint Pierre connaît déjà les vertus théologiques de Dante, mais il convient que Dante parle de la vraie foi pour l'exalter.

### Dante questionné sur la Foi: versets 46-147
Dante se trouve dans la condition de l'étudiant universitaire qui attend en silence, en rassemblant ses pensées, que le maître formule le sujet à débattre. La question résonne alors : « Qu'est-ce que la foi ?  ».  Encouragé par le regard de Béatrice, Dante commence sa réponse.
Tout d'abord, il invoque l'aide de la Grâce divine, qui lui accorde de manifester sa foi précisément devant le chef des apôtres, afin qu'elle lui permette d'exprimer sa pensée. Il poursuit en affirmant que, comme l'écrit saint Paul, la foi est le principe fondamental de ce que l'on espère (la vie éternelle) et la preuve de ce qui ne peut être perçu par les sens. Pierre approuve la réponse, à condition que Dante interprète correctement les deux concepts (substances et arguments) utilisés par saint Paul. Il répond en rappelant l'incapacité de l'esprit humain à saisir les mystères de la vie éternelle qui lui sont manifestés ici au Paradis ; ce n'est donc que par la foi que leur existence peut être affirmée : c'est pourquoi la foi peut être appelée substance. Sur cette base, les vérités divines peuvent être déduites par le raisonnement, sans preuve matérielle. De cette façon, la foi devient aussi un « argument » ou une preuve.
Pierre fait remarquer que si tout ce qui est sur la terre était appris aussi clairement, il n'y aurait pas de raisonnement captieux. Il demande alors à Dante s'il possède cette «  pièce » (la foi) dont il a su si bien exprimer la valeur. Dante répond par l'affirmative, ce à quoi Pierre répond à son tour par une nouvelle question sur l'origine de la foi. Dante rétorque qu'elle découle de la grâce abondante de l'Esprit Saint manifestée dans l' Ancien et le Nouveau Testament. Mais pourquoi, demande maintenant Pierre, Dante considère-t-il la Bible comme divine ? Le poète répond que cela est prouvé par les faits qui se sont produits, qui ne peuvent être des œuvres humaines ; et devant l'objection que ces faits miraculeux ne sont attestés que par la Bible elle-même, il ajoute que c'est un miracle plus grand que tout autre que le christianisme se soit répandu, à partir de la petite graine semée par Pierre, qui devint bientôt une vigne luxuriante, tandis que la plante a poussé à l'état sauvage.
Toutes les âmes à ce moment-là chantent des louanges à Dieu. Pierre reprend, attribuant les bonnes réponses de Dante à la Grâce, et lui demande  d'indiquer le contenu de la foi qu'il professe, ainsi que la source de cette foi. Dante affirme solennellement sa foi en Dieu, moteur inébranlable de tout l'univers, qui a parlé par les prophètes. L'enseignement de l'Évangile confirme sa foi dans le mystère de la Trinité qui brille dans son esprit «  comme une étoile dans le ciel  ».

### Approbation de saint Pierre: versets 148-154
Saint Pierre, ravi de la façon dont Dante a passé son examen de foi, l'embrasse, tourne trois fois autour et le bénit en chantant.

## Analyse
Dans l'ouverture du Chant XXIV, nous trouvons les caractéristiques distinctives de l'environnement du Paradis, la lumière et l'harmonie, liées à deux parangons (versets 12 et 13-18). La seconde, d'une évidence technico-scientifique, représente le mouvement des roues d'une horloge, et est soulignée par la seule rime du poème : différent/esprit (verset 16). Précédé par la déclaration du poète d'être obligé de « sauter » (verset 25) par rapport à la splendeur de Béatrice, le dialogue entre la femme et Pierre est d'un registre expressif solennel, ponctué de latinismes et de tournures syntaxiques raffinées. Béatrice n'invite pas seulement Pierre à interroger Dante sur la foi, mais indique déjà les lignes de développement d'un tel examen. Pendant qu'elle parle, Dante rassemble silencieusement ses idées en vue de la réponse, et se compare au bachelier prêt pour le quaestio, dans la première des deux phases qu'il comporte, à savoir apporter des preuves au thème proposé par le maître. Cela conduit à la conversation entre Pierre et Dante, organisée comme un examen universitaire et développée dans le langage de la théologie scolastique.
Le Chant, comme les deux suivants, a un contenu théologique et s'articule selon le modèle de la dissertation avec laquelle on accédait à la licentia ubique docendi, le titre majeur conféré par les universités médiévales.
Antonio Quaglio observe : « Le bloc [de trois chants] a certainement été conçu et probablement scénarisé ensemble, avec un œil attentif, dans la rédaction des pièces individuelles, pour sauvegarder certaines constantes et pour animer, avec des innovations distinctives calibrées, la fixité de l'exécution. ».
Le Chant XXIV, en conclusion, se présente comme une large déclaration, confiante et exhaustive du credo chrétien de Dante, scellée par l'approbation affectueuse de Pierre. Le Chant se termine par l'exclamation du poète : sì nel dir gli piacqui ! (verset 154).